# Henryk Szopiński
Henryk Marian Szopiński (ur. 15 września 1962 w Złotowie) – polski działacz kulturalny, muzyk, organizator festiwali muzycznych, samorządowiec i polityk, poseł na Sejm X kadencji (od 2023).

## Życiorys
Uczył się w zasadniczej szkole zawodowej w zawodzie elektromontera. W 1983 ukończył liceum ogólnokształcące w Złotowie. W późniejszych latach został absolwentem administracji publicznej w Bałtyckiej Wyższej Szkole Humanistycznej w Koszalinie. Na początku lat 80. przez około półtora roku pełnił funkcję dyrektora Domu Polskiego w Zakrzewie. Pozostał zawodowo związany z tą instytucją (działającą później jako Dom Polski – Centrum Idei Rodła w Zakrzewie), objął stanowisko głównego instruktora.
W 1981 z bratem i kolegami założył kapelę Rypcium Pypcium, która była wyróżniana na ogólnopolskich festiwalach kapel ulicznych i podwórkowych. Współtworzył zespoły rockowe Czad i Krater, a później grupę bluesową Bluesdorf Orchestra. Grał na gitarze, klarnecie i akordeonie. W 1994 dołączył do założonego w poprzednim roku zespołu Blues Flowers. Nagrał z nią kilka albumów; w 2009 płyta Smacznego! była nominowana do „Fryderyka” w kategorii „album roku blues”. Współtwórca i organizator zainicjowanej w pierwszej połowie lat 90. festiwalu Blues Express, będącego imprezą muzyczną organizowaną w pociągu.
Kandydował bez powodzenia do rady gminy Zakrzewo. W 2002 ubiegał się o mandat radnego powiatu złotowskiego z ramienia lokalnego komitetu (wszedł w skład rady w miejsce innego radnego). Zaangażował się w działalność polityczną w ramach Platformy Obywatelskiej. W wyborach samorządowych w 2010, 2014 i 2018 uzyskiwał mandat radnego Sejmiku Województwa Wielkopolskiego IV, V i VI kadencji. W wyborach w 2019 z ramienia Koalicji Obywatelskiej bez powodzenia kandydował do Sejmu. W 2023 został natomiast wybrany na posła X kadencji z okręgu pilskiego, startując z piątego miejsca na liście KO i zdobywając 8263 głosy.

## Wyniki w wyborach ogólnopolskich
| Wybory | Komitet wyborczy | Komitet wyborczy     | Organ            | Okręg | Wynik        |
| ------ | ---------------- | -------------------- | ---------------- | ----- | ------------ |
| 2019   |                  | Koalicja Obywatelska | Sejm IX kadencji | nr 38 | 5707 (1,64%) |
| 2023   | Sejm X kadencji  | Koalicja Obywatelska | 8263 (2,00%)     | nr 38 |              |

## Życie prywatne
Żonaty z Barbarą. Jego dwaj synowie występowali w grupie muzycznej L.O.27.

## Odznaczenia
Odznaczony m.in. Odznaką „Zasłużony Działacz Kultury” i Odznaką honorową „Za zasługi dla województwa wielkopolskiego”.